# Kylix
Kylix je Linux različica programskega jezika Borland Delphi - objektni paskal. Programski jezik je isti kot na operacijskem sistemu MS Windows, z razliko v knjižnicah. Kylix uporablja Borlandove CLX knjižnice, medtem ko ima Delphi privzete knjižnice VCL. Za podrobnejši opis programskega jezika Delphi glej članek o Delphiju.
Kylix je Borland (po novem Codegear) zaradi različnih vzrokov prenehal razvijati.

## CrossKylix
CrossKylix je vmesnik za Borland Delphi, ki omogoča prevajanje Linux aplikacij v okolju MS Windows. Za pravilno prevajanje je potrebno programirati s CLX knjižnicami.